# جون وايت (عالم)
جون وايت (بالإنجليزية: John White)‏ (و. 1756 – 1832 م) هو عالم نبات، وجراح، وعالم حيواني من المملكة المتحدة لبريطانيا العظمى وأيرلندا، ولد في ساسكس، توفي عن عمر يناهز 76 عاماً.